# Siem Reap (Stadt)
Siem Reap (សៀមរាប, Umschrift: Siĕmréab, IPA: [siːə̯mɽiːə̯p]) ist die Hauptstadt der gleichnamigen Provinz in Kambodscha. Bekannt ist sie vor allem als die der Tempelanlage Angkor Wat nächstgelegene Stadt.

## Geografie

### Lage
Siem Reap liegt rund zehn Kilometer nördlich des westlichen Endes des Tonle-Sap-Sees, des größten Sees Südostasiens und eines der fischreichsten Binnengewässer der Erde, an beiden Seiten des Siem-Reap-Flusses (Stung Seam Reap) und etwa sechs Kilometer südlich des Angkor Wat. Wie viele andere kleinere Städte Kambodschas – Siem Reap hatte bis zum Einsetzen des Touristenzustroms wegen der Tempellandschaft von Angkor gegen Ende des 20. Jahrhunderts nur etwa 60.000 Einwohner – entwickelte sie sich als Zusammenschluss einer Reihe von Dörfern, die rund um die zahlreichen Wats (buddhistische Tempel und Klöster) entstanden waren. Das Stadtzentrum von Siem Reap bildet der alte Markt, der von Häusern im französischen Kolonialstil umgeben ist.

### Stadtgliederung
Der Stadtbezirk Siem Reap ist unterteilt in 11 Gemeinden:
- Slar Kram
- Svay Dangkum
- Kouk Chak
- Sala Kamroeuk
- Nokor Thom
- Chreav
- Chong Khneas
- Sambour
- Siem Reap
- Srangae
- Wat Bo

### Klima
|                       | Jan  | Feb  | Mär  | Apr  | Mai   | Jun   | Jul   | Aug   | Sep   | Okt   | Nov  | Dez  |   |         |
| Mittl. Tagesmax. (°C) | 32,0 | 33,3 | 34,6 | 35,5 | 35,2  | 33,5  | 32,7  | 32,0  | 32,2  | 31,3  | 30,6 | 31,0 | ⌀ | 32,8    |
| Mittl. Tagesmin. (°C) | 19,7 | 20,8 | 26,1 | 25,1 | 25,4  | 24,8  | 24,8  | 25,0  | 24,5  | 23,9  | 22,4 | 20,3 | ⌀ | 23,6    |
|                       |      |      |      |      |       |       |       |       |       |       |      |      |   |         |
| Niederschlag (mm)     | 0,7  | 3,5  | 28,0 | 61,2 | 175,9 | 221,3 | 236,6 | 151,0 | 276,1 | 248,0 | 81,7 | 10,1 | Σ | 1.494,1 |
|                       |      |      |      |      |       |       |       |       |       |       |      |      |   |         |
| Sonnenstunden (h/d)   | 7    | 6    | 5    | 3    | 2     | 1     | 1     | 1     | 1     | 2     | 4    | 7    | ⌀ | 3,3     |
|                       |      |      |      |      |       |       |       |       |       |       |      |      |   |         |
| Regentage (d)         | 0,8  | 2,0  | 3,8  | 8,0  | 17,2  | 20,4  | 21,8  | 19,2  | 21,4  | 21,4  | 10,4 | 3,0  | Σ | 149,4   |
|                       |      |      |      |      |       |       |       |       |       |       |      |      |   |         |
| Luftfeuchtigkeit (%)  | 62   | 57   | 59   | 70   | 76    | 80    | 82    | 82    | 86    | 83    | 76   | 68   | ⌀ | 73,5    |

| 19,7 |

| 20,8 |

| 26,1 |

| 25,1 |

| 25,4 |

| 24,8 |

| 24,8 |

| 25,0 |

| 24,5 |

| 23,9 |

| 22,4 |

| 20,3 |

| 19,7 |

| 20,8 |

| 26,1 |

| 25,1 |

| 25,4 |

| 24,8 |

| 24,8 |

| 25,0 |

| 24,5 |

| 23,9 |

| 22,4 |

| 20,3 |

## Geschichte
Der Name kann als „besiegtes Siam“ oder wörtlich in etwa „Siam plattgemacht/weggeputzt“ gelesen werden und soll sich auf einen Sieg der Khmer über das Heer des Thai-Königreiches Ayutthaya im 16. Jahrhundert beziehen. Dem auf Südostasien spezialisierten Historiker Michael Vickery zufolge handelt es sich dabei aber nur um eine Volksetymologie, während der wahre Ursprung des Namens unklar ist. Möglicherweise gibt es eine Verbindung zu Zhenla, einem alten chinesischen Namen für Kambodscha, der in Zeiten der Tang-Dynastie mutmaßlich Tsienliäp ausgesprochen wurde. Die heutige Stadt Siem Reap liegt auf dem Gebiet der historischen Region Angkor, die während ihrer Blütezeit im 12. Jahrhundert eine Fläche von rund 1000 km² umfasste und bis zu einer Million Einwohner beheimatete.
Im 14. bis 15. Jahrhundert verlor Angkor an Bedeutung und das Gebiet geriet zeitweilig unter siamesischen Einfluss. Nach dem Untergang Ayutthayas eroberte der siamesische König Taksin 1769 Siem Reap und Battambang. Unter dem Gouverneur Chaophraya Aphaiphubet (Baen) wurden Siem Reap und Battambang siamesische Provinzen und damit vom übrigen Kambodscha abgetrennt. Auf Thailändisch heißt die Stadt Siam Rat (เสียมราฐ), was im Deutschen etwa dem Ortsnamen „Siamstadt“ oder „Siamgau“ entsprechen würde. Die siamesische Herrschaft währte bis zum Vertrag vom 25. März 1907, als Siem Reap, Battambang und Sisophon von Siam an Frankreich abgetreten wurden. Die Stadt gehörte anschließend zu Französisch-Indochina, bis Kambodscha 1953 in die Unabhängigkeit entlassen wurde.
In den Jahren der Herrschaft der Roten Khmer ab 1975 wurden die Bewohner Siem Reaps, wie jene aller anderen Städte des Landes, zur Zwangsarbeit auf den Feldern verschleppt. Erst nach dem Sieg der vietnamesischen Truppen im Januar 1979 kehrten sie in ihre Stadt zurück, die noch bis zum Beginn der 1990er Jahre das Ziel von Überfällen der in die Wälder der Umgebung vertriebenen Roten Khmer war. Jahrelang mussten die Einwohner das Stadtzentrum mit Barrikaden schützen. Der letzte Überfall durch ein ganzes Bataillon auf die Stadt und die Lager der UNTAC-Friedenstruppen (United Nations Transitional Authority in Cambodia) erfolgte 1993.
Am 25. Februar 1976 wurde die Innenstadt von Kampfflugzeugen unbekannter Herkunft bombardiert. Die Rote-Khmer-Regierung lud daraufhin in Peking stationierte Diplomaten verschiedener Länder ein, den Vorfall zu untersuchen. Die Regierung machte die USA für den Angriff verantwortlich, was die USA jedoch zurückwiesen; man habe keine Kampfflugzeuge in der Region stationiert, hieß es in einer Mitteilung. Die Behörden des Landes sprachen von 15 toten und 40 verletzten Zivilisten. Der schwedische Botschafter Kaj Bjork sprach von drei Bombenkratern, die ihn an den Zweiten Weltkrieg erinnerten. Ob der Angriff wirklich stattgefunden hat und wer ihn ggf. ausführte, ist bis heute ungeklärt. Einige Mutmaßungen gehen von einer Inszenierung durch die Roten Khmer aus, andere vermuten, dass Thailand hinter dem Angriff gesteckt haben könnte, wieder andere verdächtigten Vietnam.
Siehe auch: Geschichte Kambodschas

## Bevölkerung
| Jahr | Einwohnerzahlen |
| ---- | --------------- |
| 1998 | 119.528         |
| 2005 | 139.458         |
| 2008 | 174.265         |
| 2019 | 245.494         |

## Wirtschaft und Infrastruktur

### Wirtschaft

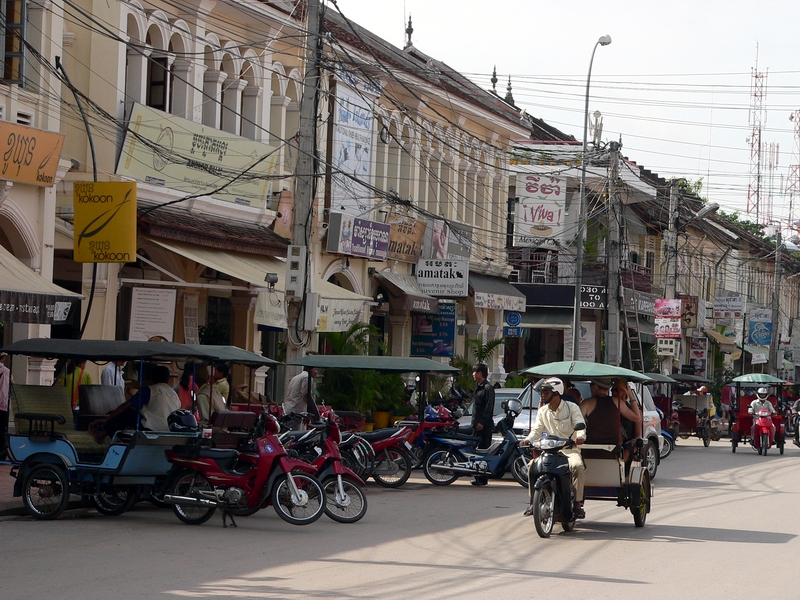
Old Market Area von Siem Reap

Im Verlauf der 1990er-Jahre stabilisierte sich die politische Lage des Landes. Heute ist Siem Reap eine friedliche und für kambodschanische Verhältnisse – das Land ist eines der ärmsten der Erde, das durchschnittliche Monatseinkommen beträgt rund 30 US-Dollar – blühende Stadt. Viel dazu beigetragen hat der Tourismus.

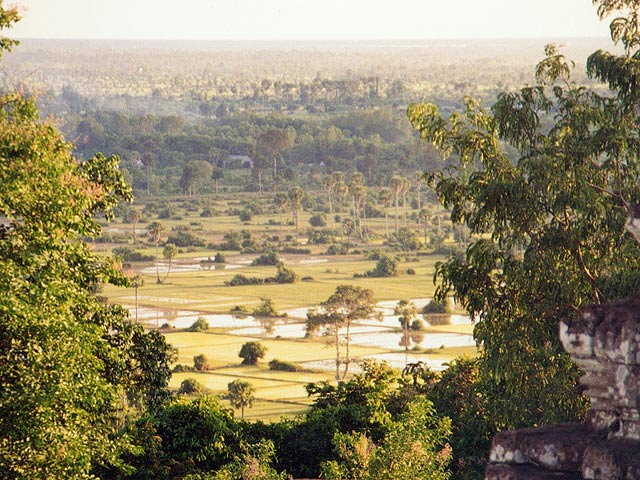
Reisfelder bei Siem Reap

Traditionell waren und sind der Reisanbau und insbesondere der Fischfang im nahe gelegenen Tonle Sap Lebensgrundlage und wichtigste Einnahmequelle der Bewohner. Seit der Öffnung des Landes für Besucher aus aller Welt nimmt aber auch die Zahl der Besucher, die Siem Reap als Ausgangspunkt für ihren Besuch der Tempel von Angkor nutzen, stetig zu und sorgt für zusätzliche Verdienstmöglichkeiten. So wurden seit den späten 1990ern eine Reihe von Hotels, die zu Beginn des 20. Jahrhunderts errichtet worden waren, wieder eröffnet. Daneben entstand eine Vielzahl neuer Restaurants, Hotels und Guesthouses, die mittlerweile das gesamte touristische Spektrum abdecken – vom 5-Sterne-Luxushotel bis zum 5-US-Dollar-Zimmer. Zu Beginn des 21. Jahrhunderts präsentiert sich die Stadt als aufstrebendes Touristenzentrum.

### Verkehr
Siem Reap besitzt mit Angkor International einen internationalen Flughafen.

### Gesundheitsversorgung
Im Nordosten der Stadt befindet sich das Jayavarman VII Children’s Hospital, das zur Kantha-Bopha-Gruppe gehört, fünf unter der Leitung des Schweizer Kinderarztes Beat Richner errichteten Universitätskrankenhäusern, die sich der kostenlosen medizinischen Versorgung von Kindern widmen. Die Spenden für diese Einrichtungen kommen vor allem aus der Schweiz, aber auch aus Frankreich. Viele Jahre lang trat Beat Richner fast jeden Samstag als Musikclown „Beatocello“ im Jayavarman VII Children’s Hospital auf und erzählte über die Arbeit des Krankenhauses.
Das Angkor Hospital for Children wurde 2004 von der US-amerikanischen Organisation „Friends without a border“ errichtet.

## Kultur

### Kunsthandwerk
Das kambodschanische Kunsthandwerk, z. B. Bildhauerei mit Holz oder Stein oder die Webkunst, und Künste wie der klassische kambodschanische Tanz und das Schattentheater, wurden durch die Morde der Roten Khmer, denen auch viele Künstler zum Opfer fielen, beinahe vollständig vernichtet. In Siem Reap entstanden in den Jahren seit der Wiedererrichtung einer friedlichen Zivilgesellschaft eine Reihe von Werkstätten und Künstlergruppen, die diese Künste wiederbeleben.
Die Wiederbelebung des traditionellen kambodschanischen Kunsthandwerks begann in den 1990er Jahren. Die älteste Initiative waren die „Chantiers-ecoles de formation professionnelle“ (CEFP), 1992 vom kambodschanischen Ministerium für Erziehung, Jugend und Sport und der „Ligue française de la formation continue et de l’enseignement“ ins Leben gerufen, 1998 bis 2001 von der Europäischen Union unterstützt. Das aus diesem Erziehungsprojekt hervorgegangene Social Business „Artisans Angkor“ gilt mittlerweile als größtes kunsthandwerkliches Unternehmen und größte Seidenmanufaktur in Kambodscha.

### Tanzkunst

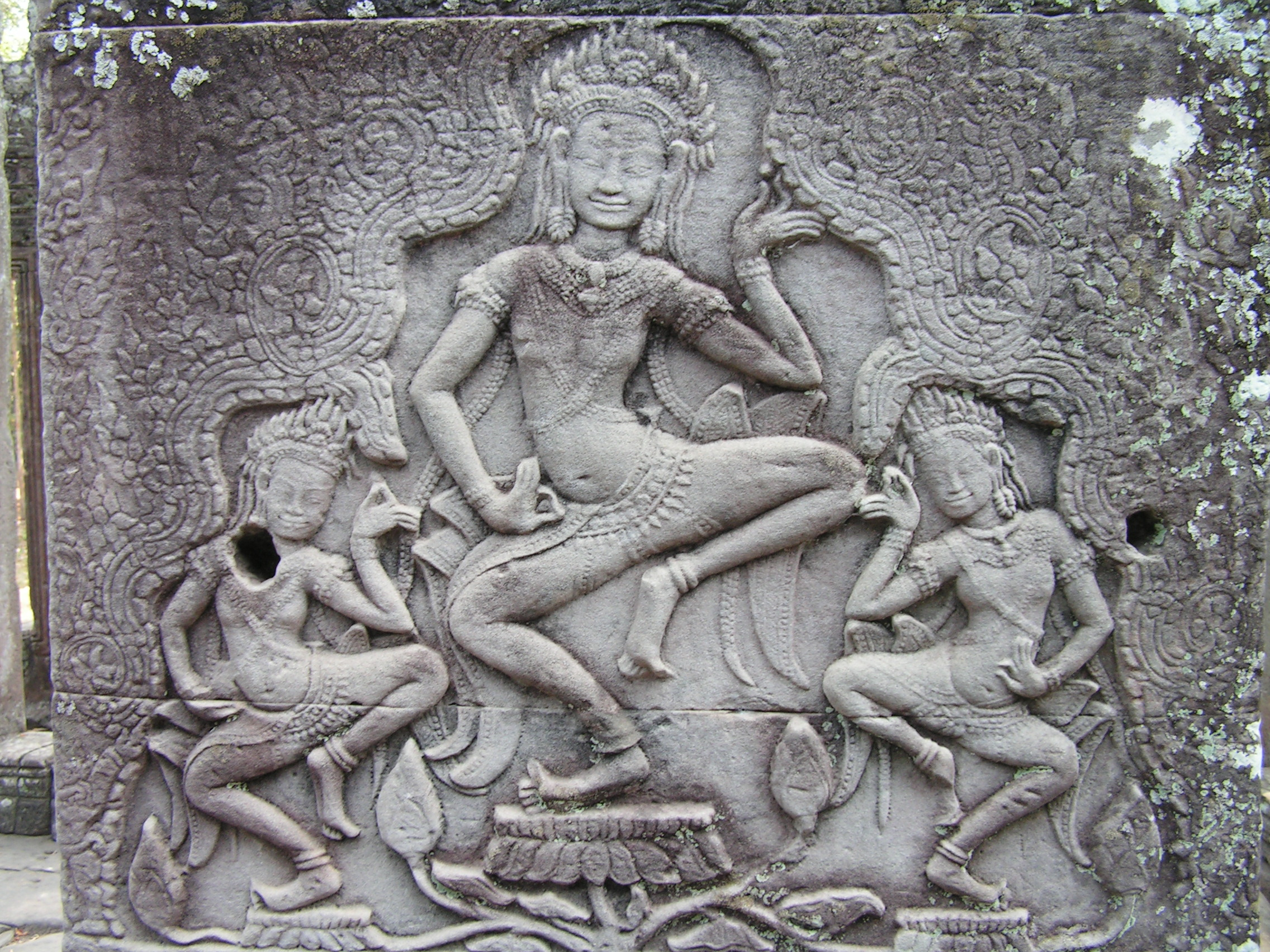
Apsaras (Bayon)

Die klassische kambodschanische Tanzkunst wird im Angkor Village Theater und einigen Hotels (z. B. Grand Hotel d'Angkor, Koulen Restaurant) öffentlich präsentiert. Mit einer Mischung aus Stolz auf die eigene Geschichte und Kultur und wohl auch Sinn für die Bedürfnisse der Touristen wird diese Kunst mitunter Apsara-Tanz genannt. Die Tänzerinnen tragen dabei traditionelle Gewänder, die jenen der Apsaras gleichen, die an den Wänden vieler Tempel in Angkor zu sehen sind. Heute tragen die Tänzerinnen, im Gegensatz zu ihren historischen bzw. himmlischen Vorbildern, Oberbekleidung.

### Schattentheater
Das im Westen vor allem in Form des indonesischen Wayang bekannte Schattentheater hat auch in Kambodscha eine lange Tradition. In Siem Reap finden zum Beispiel im Restaurant des Hotels La Noria wöchentlich Vorführungen der Kinder der Krousar Thmey Foundation (siehe Weblinks) statt. Dabei werden die überlieferten Geschichten manchmal mit zeitgenössischen Charakteren und Inhalten ergänzt, um aktuelle Themen zu vermitteln und zu fördern; z. B. Solidarität, Respekt für Ältere, Schutz von Kindern und den Kampf gegen AIDS (siehe auch Sextourismus). Zu hören ist dabei auch kambodschanische Musik mit ihren traditionellen Instrumenten. Die Schattenpuppen werden in Siem Reap selbst, unter anderem in der Werkstatt der House of Peace Association, hergestellt.

### Malerei
Einer der ältesten buddhistischen Tempel der Stadt ist der Wat Bo, an dessen Wänden einige sehenswerte Malereien mit Darstellungen aus dem Leben des Buddha zu sehen sind. Der Wat Thmei beherbergt einen Stupa mit Knochen von Opfern der Khmer Rouge, um der Ermordeten zu gedenken. Eine weitere Stätte der Erinnerung an die Gräuel des Regimes der Roten Khmer und des Bürgerkrieges ist das Landmine Museum an der Straße von Siem Reap nach Angkor. Eingerichtet und unterhalten wird es von Herrn Aki Ra, der mit 13 Jahren der vietnamesischen Armee beitrat, um gegen die Roten Khmer zu kämpfen, und der während des Krieges Minen entschärfte. Zu sehen sind neben einer Vielzahl von Minen auch von ihm gemalte Bilder, in denen er das Trauma des Krieges verarbeitet. Die Spenden der Besucher benutzt Herr Aki, um seine immer noch erforderliche Arbeit, das Entschärfen von Minen, die von Bauern der Umgebung gefunden werden, zu finanzieren.

### Schwimmende Dörfer
Den Ufern des Tonle-Sap-Sees entlang gibt es eine Reihe von Dörfern, die teils aus Pfahlbauten und teils aus Hausbooten bestehen und oft als schwimmende Dörfer bezeichnet werden. Während des jährlichen Anstiegs des Wasserspiegels ziehen die Bewohner, die vom Fischfang leben, mit dem gesamten Dorf um. Ebenfalls am „großen See“ befindet sich das Vogelschutzgebiet Prek Toal, das mit seinem Fischreichtum und dem umgebenden Schwemmland das Nistgebiet einer Vielzahl verschiedener Vogelarten ist.

### Fotografie
Dith Pran (1942–2008), ein kambodschanischer Fotojournalist, der die Herrschaft der Roten Khmer in den 1970er Jahren überlebt hat, wurde in Siem Reap geboren.

### Lokale Spezialitäten
Apfel und Mango Brandy. Hergestellt in Siem Reap aus Cashew-Apfel, das ist die Frucht die oberhalb der Cashewnuss wächst, zu 80 % aus Saft besteht und beim Cashewnuss-Anbau als Nebenprodukt ungenutzt weggeworfen wird, sowie aus reifen gelben Mangos. 'SamnAngkor Distillers' ist ein Deutsch-Japanisches Unternehmen das seit 2010 ungealterten Brandy / Schnaps / Branntwein / Obstler / Eau de Vie sowie Mangomarmelade, Kaffeelikör und Mangoessig herstellt.

## Söhne und Töchter der Stadt
- Dith Pran (1942–2008), Fotojournalist
- Aki Ra (* zwischen 1970 und 1973), Kindersoldat und Initiator der Organisation Cambodian Self Help Demining